# Mini rugby
Le mini rugby ou new image rugby est une forme de rugby à XV destinée à l'initiation de ce sport pour les enfants. Inventé en 1970, sa pratique et son organisation sont très vite prises en charge par la Rugby Football Union et la Welsh Rugby Union. Le ballon et le terrain utilisés sont plus petits et chaque équipe ne comporte que neuf joueurs, quatre arrières et cinq avants. La mêlée est statique, c'est-à-dire que les joueurs ne poussent pas. Comme au rugby foulard, le plaquage est remplacé par le fait d'attraper un bandeau ou foulard attaché (velcro) à la ceinture des joueurs.
Le mini rugby est plus connu sous le nom de Dragon rugby au pays de Galles, de Leprechaun rugby en Irlande et Walla rugby en Australie. Il existe une version plus évoluée, appelée le Midi rugby, qui fait la jonction entre le mini rugby et la forme standard du rugby à XV. Elle est généralement jouée avec douze joueurs dans chaque équipe.
De nombreux joueurs anglais de rugby à XV ont été initiés au sport avec le mini rugby tels que Jeremy Guscott, Jeff Probyn, Ben Clarke, Lawrence Dallaglio et Neil Back.